# ダルウィン・アタプマ
ダルウィン・アタプマ（Darwin Atapuma、1988年1月15日 - ）は、コロンビア、ナリーニョ県・トゥケレス出身の自転車競技（ロードレース）選手。

## 経歴
2012年、コロンビア・コルデポルテスにてプロキャリアスタート。
2013年、ツール・ド・ポローニュにて、1級山岳が10箇所登場する難関山岳ステージで自身初のワールドツアーでの勝利を獲得した。
2014年、BMCレーシングチームへ移籍。
2016年、ツール・ド・スイスにて、スイス南部のアルプス山岳地帯を走る超級山岳コースで追走集団を4秒差で振り切り、逃げ切り勝利。ブエルタ・ア・エスパーニャ第4ステージでは逃げ集団に入り、カルメジャーヌに独走を許すが2位でゴール。マイヨロホに袖を通した。
2017年、UAEアブダビに移籍。
2019年、コフィディス・ソリュシオンクレディに移籍。

## 主な戦績

### 2007年
- ブエルタ・ア・エクアドル　区間優勝（第2，8ステージ）

### 2008年
- コロンビア選手権　優勝（個人ロードレース）

### 2009年
- ツール・ド・ボース　総合3位、区間優勝（第3ステージ）

### 2012年
- ジロ・デル・トレンティーノ　区間優勝(第1ステージ)
- コロンビア選手権　3位（個人ロードレース）

### 2013年
- ジロ・デ・イタリア 総合18位
- ツール・ド・ポローニュ 区間優勝(第6ステージ)

### 2016年
- ツール・ド・スイス　区間優勝（第5ステージ）